# Jack Kelsey
Alfred John Kelsey (Swansea, 1929. november 19.  – London, 1992. március 18.) walesi válogatott labdarúgókapus. 

## Pályafutása

### Klubcsapatban
1949 és 1963 között az Arsenal csapatában játszott, melynek színeiben több mint 320 mérkőzésen lépett pályára. 1950-ban FA-kupát, 1953-ban bajnokságot és szuperkupát nyert csapatával. 

### A válogatottban
1954 és 1962 között 41 alkalommal szerepelt a walesi válogatottban. Részt vett az 1958-as világbajnokságon, ahol a walesiek összes mérkőzésén kezdőként kapott lehetőséget.

## Sikerei, díjai
Arsenal FC
- Angol bajnok (1): 1952–53
- Angol kupagyőztes (1): 1949–50
- Angol szuperkupagyőztes (1): 1953